# Fibres élastiques

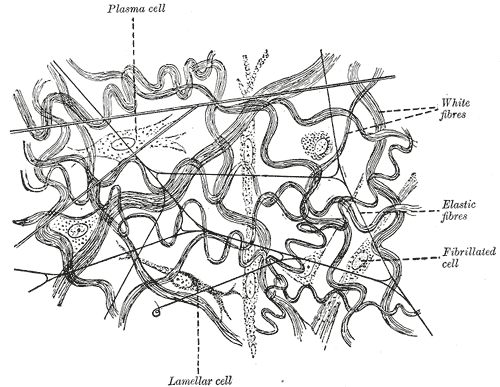
Tissu sous-cutané d'un jeune lapin. Agrandissement important.

Une fibre élastique est une chaîne de protéines situées dans la matrice extracellulaire de tissus conjonctifs et produites par les fibroblastes, les chondrocytes du cartilage élastique et les cellules du muscle lisse à l'intérieur des artères. Ces fibres peuvent s'étirer jusqu'à un facteur de 1,5, et retrouver leur longueur initiale en état de relaxation. Les protéines suivantes sont des fibres élastiques : l'élastine, l'élaunine et l'oxytalane. Cependant la présence seule de ces protéines ne suffit pas à créer des fibres élastiques. Cela nécessite également une protéine de structure : la fibrilline. Ces fibres contiennent également de la MAGP.
Une mutation du gène codant la fibrilline peut entraîner une maladie : la maladie de Marfan. Cette maladie engendre des anomalies de fonctionnement des fibres élastiques au niveau des ligaments (hyperlaxité ligamentaire) ou encore au niveau des vaisseaux (dilatations et anévrisme). 